# Mathabarsingh Thapa
Mathabar Singh Thapa listenⓘ (en nepalí: माथवरसिंह थापा) (fallecido el 17 de mayo de 1845) fue el Primer ministro y Comandante en jefe del Ejército de Nepal desde el 25 de diciembre de 1843, hasta su asesinato el 17 de mayo de 1845, por parte de su sobrino Jung Bahadur Rana. Fue el sobrino de Bhimsen Thapa, quién fue sentenciado injustamente a prisión por el rey Rajendra, debido a que supuestamente mató a su hijo de seis meses. Thapa huyó a Shimla después de la ejecución de Bhimsen Thapa, para evitar su propia ejecución al ser familiar de este. Cuatro años después, la segunda reina de Rajendra, Rajya Lakshmi, le pidió que volviera y lo nombró Primer ministro. Mathabar Singh, sin embargo, hizo enfurecer a la reina, tras rechazar que el hijo de ella, Ranendra Bikram, fuese el rey. La reina, tras ello, ordenó que fuese asesinado a tiros por su sobrino.

## Primeros años y familia

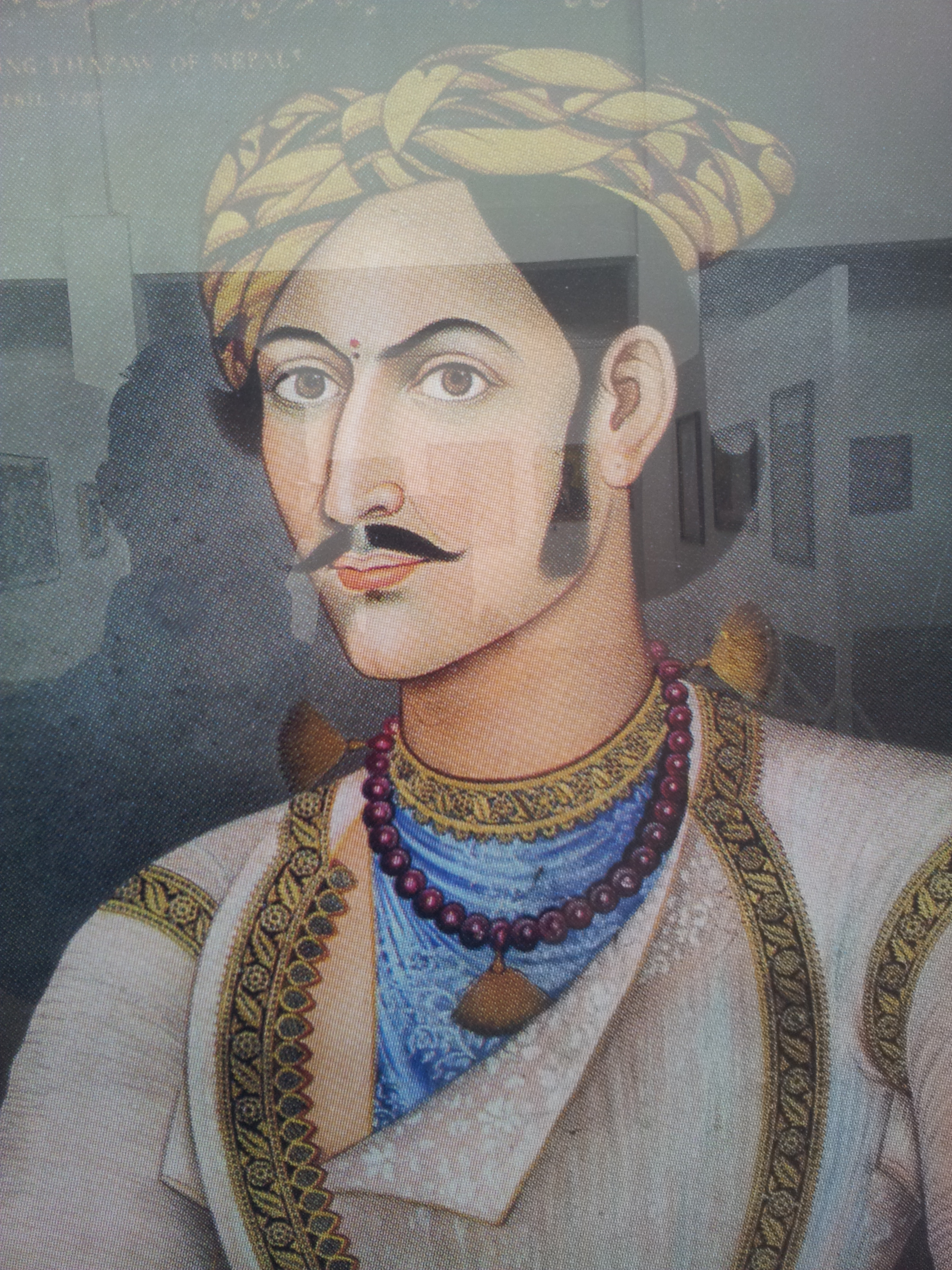
Retrato del Coronel Mathabar Singh Thapa de 1831

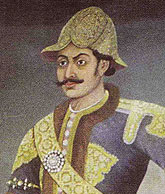
Bhimsen Thapa, patron el Thapas

Se desconoce en gran medida la infancia de Singh Thapa. Nació en Borlang, Gorkha. Fue el hijo del Kaji Nayan Singh Thapa quién fue asesinado en la guerra contra el Reino de Kumaon. Fue sobrino de Bhimsen Thapa y también el tío maternal de Jung Bahadur Rana. A través de lado materno, era el nieto de Kaji Ranajit Pande, quién era el hijo del Kaji Tularam Pande. Kaji Tularam Pande era primo del Kaji Kalu Pande.

## Ascenso al Poder

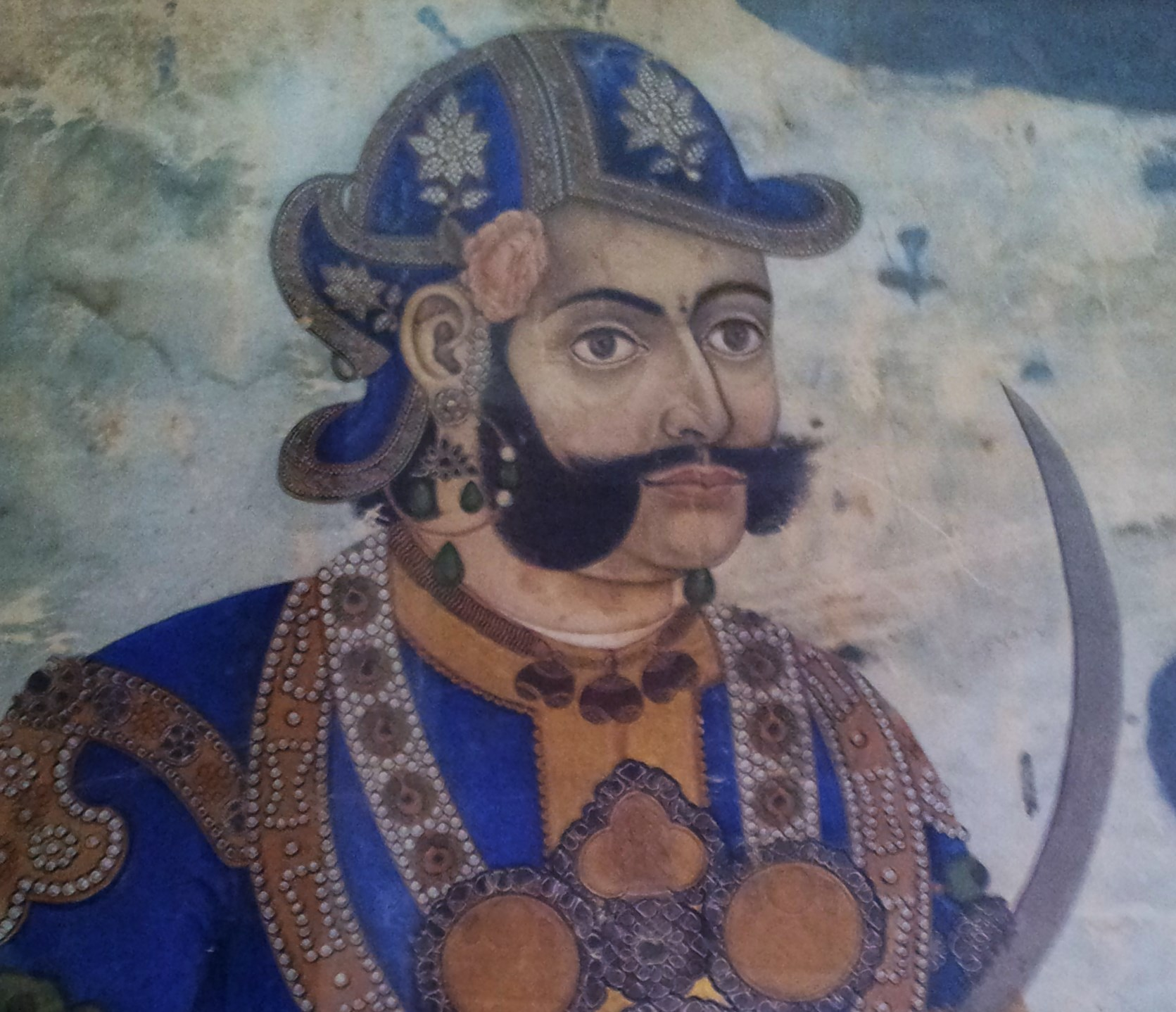
Retrato de Mathabar Singh Thapa en el Museo Nacional de Nepal, Chauni

Mientras permanecía en exilio, debido a que su tío, Bhimsen Thapa fue declarado culpable por el rey Rajendra de haber asesinado por envenenamiento a su hijo de seis meses, fue invitado a volver a su país natal, por parte de la reina. El 17 de abril de 1843, Singh Thapa llegó al Valle de Katmandú, donde recibió una masiva bienvenida. Después de consolidar su poder, él mismo lideró una conspiración para asesinar a todos sus adversarios políticos, entre ellos Karbir Pandey, Kulraj Pandey, Ranadal Pandey, Indrabir Thapa, Radabam Thapa, Kanak Singh Mahat, Gurulal Adhikari y muchos otros, a través de diversos pretextos. La segunda reina de Rajendra, Reina Rajya Laxmi lo nombró Ministro y Comandante en Jefe del Ejército de Nepal el 25 de diciembre de 1843, creyendo que este lo ayudaría en usurpar el poder de Rajendra, su propio marido, y hacer que su hijo, Ranendra asumiera el trono.

## Consolidación del Poder

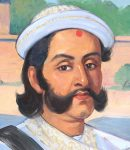
Mathabar's portrait in office del Primer ministro

Antes de ser nombrado Primer ministro y Comandante en jefe, ordenó el asesinato de todos sus enemigos y rivales políticos. Teniendo en cuenta la caída de Bhimsen Thapa,  creyó que si poseía su propio ejército personal, evitaría su caída; por lo que creó regimientos que solo lo protegiera a él y estuvieran a sus órdenes. Construyó varios cuarteles alrededor de su casa para su protección personal. Para ello,  utilizó y trató al ejército como esclavos, por lo que el residente, Sir Henry Lawrence, le advirtió que no realizara aquella acción. Sin embargo, Singh Thapa, demasiado confiado de su poder, no le hizo caso. Incluso afirmó que desde la época de Prithvi Narayan Shah,  sería el Primer ministro en morir de vejez, y no por una conspiración. El 4 de enero de 1845, se declaró como el "Primer ministro de Nepal". Esta fue la primera vez que alguien había sido titulado ''Primer Ministro'' en la historia de Nepal. Anteriormente, sus predecesores recibían el título de Mukhtiyar o Mul Kajis. Se cree que en aquel momento era mucho más poderoso que el mismísimo Rey de Nepal. Su poder e influencia en la política nepalesa e incluso en la vida personal de la monarquía lo llevó al auge y caída de su poder, a manos de su sobrino, Jung Bahadur Rana.

## Caída

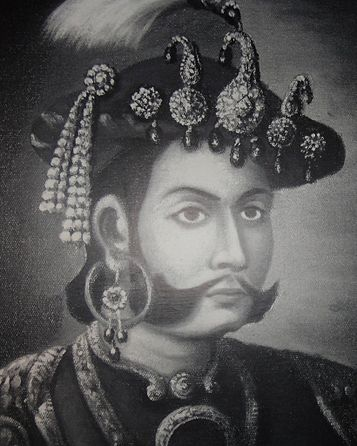
Primer ministro Mathabar Singh Thapa

Cuándo Singh Thapa se negó a apoyar a la Reina para que su hijo pudiese ser el rey, la Reina se unió a sus opositores y tramaron su derrocamiento. Pero para mantenerlo calmado le otorgaron el título de "Primer ministro" mientras se tramaba en secreto la conspiración para asesinarlo. Finalmente, cuando todos los preparativos para su asesinato estaban listos, Singh Thapa fue llamado del Palacio Real por la noche, recibiendo la falsa información de que la Reina había contraído alguna enfermedad. Aunque fue advertido por su hijo y su madre, fue al palacio, teniendo muchísima confianza de su poder político. Cuándo llegó al palacio,  recibió dos disparos en el estómago y uno en la frente, por Jung Bahadur Rana donde falleció de manera instantánea. Al día siguiente, el Rey Rajendra declaró que él mismo había asesinado a Mathabar Singh Thapa acusándolo de varias actividades que había realizado para derrocarlo.

## Consecuencias

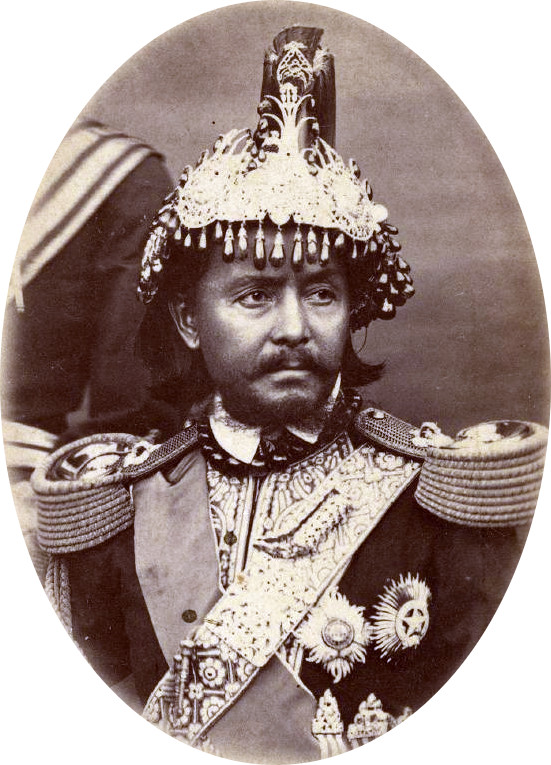
Jung Bahadur Kunwar Ranaji

Su asesinato dejó tras de sí, una inestabilidad política en Nepal. Sin embargo, Fatte Jungh Shah fue nombrado Primer ministro (23 de septiembre de 1845), Gagan Singh tuvo 7 regimientos del ejército bajo su mando y fue mucho más poderoso. Jung Bahadur Rana también tuvo 3 regimientos bajo su mando. Fatte Jungh Shah tuvo 3 regimientos del ejército bajo su control. También Gagan Singh tuvo apoyo especial por parte de la reina Rajya Laxmi Devi. El residente británico sir Henry Lawrence, mencionó una vez que "Si hay una lucha por el poder, aquella lucha será entre Gagan Singh y Jung Bahadur." Finalmente, el poder extremo de Gagan Singh condujo a su asesinato planeado por el rey Rajendra y el Primer ministro Fatte Jungh Shah el 14 de septiembre de 1846, a las 10 P.M. El asesinato de Gagan Singh dio paso a la Masacre de Kot y finalmente, el ascenso de Jung Bahadur Rana.

## Legado

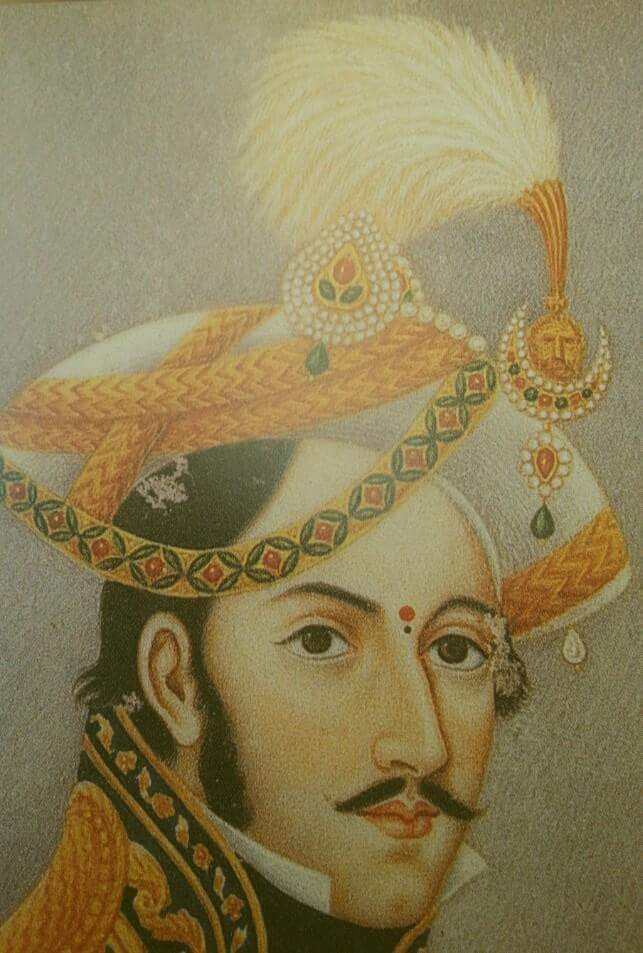
Mathabar Singh Thapa

Singh Thapa fue el primer Primer ministro de su país, en usar una corona. Los 104 años de gobierno de la Dinastía Rana estuvieron también relacionados con él.